# Raïon de Proujany
Le raïon de Proujany (en biélorusse : Пружанскі раён, Proujanski raïon ; en russe : Пружанский район, Proujanski raïon) est une subdivision de la voblast de Brest, en Biélorussie. Son centre administratif est la ville de Proujany.

## Géographie
Le raïon couvre une superficie de 2 828,77 km2, dans le nord de la voblast. Le raïon de Proujany est limité au nord par la voblast de Hrodna ou Grodno (raïon de Svislatch, raïon de Vawkavysk, raïon de Zelva et raïon de Slonim), à l'est par le raïon d'Ivatsevitchy et le raïon de Biaroza, au sud par le raïon de Kobryn, et à l'ouest par le raïon de Kamianets et la Pologne.

## Histoire
Le raïon de Proujany a été créé le 15 janvier 1940.

## Population

### Démographie
D'après les résultats des recensements (*), la diminution de la population du raïon s'est accélérée depuis la dislocation de l'Union soviétique.
| 1959*  | 1970*  | 1979*  | 1989*  | 1999*  | 2009*  |
| ------ | ------ | ------ | ------ | ------ | ------ |
| 83 267 | 79 399 | 74 141 | 68 492 | 64 718 | 52 211 |

### Nationalités
Selon les résultats du recensement de 2009, la population du raïon se composait de quatre nationalités principales :
- 87,49 % de Biélorusses ;
- 6,43 de Russes ;
- 3,4 d'Ukrainiens ;
- 1,85 de Polonais.

### Langues
En 2009, la langue maternelle était le biélorusse pour 65,44 % des habitants du raïon de Valojyn et le russe pour 31,67 %. Le biélorusse était parlé à la maison par 39,6 % de la population et le russe par 57,8 %.